# 龙泉镇 (丹寨县)
龙泉镇，是中华人民共和国贵州省黔东南苗族侗族自治州丹寨县下辖的一个乡镇级行政单位。

## 行政区划
龙泉镇下辖以下地区：
双槐社区、振兴社区、兴泉社区、东街村、南街村、西街村、场坝街村、场口街村、泉山村、金山村、展良村、良山村、新塘村、卡拉村、富贵村、中华村、排正村、排牙村、马寨村、平寨村、龙洞村、大坪村、白元村、得禄村、合心桥村、塘中村、杉木村、五里村、望城村、高寨村、高排村、排廷村、羊甲村、高要村、天星桥村、金瓜洞村、交圭村、乌尧村和排和村。
2019年8月8日，将农场社区、金扬社区、金泉社区、东湖社区、中华村、排正村划归金泉街道管辖。行政区划调整后，龙泉镇辖东街社区、南街社区、西街社区、场口社区、场坝社区、马寨村、卡拉村、排牙村、展良村、金山村、马鞍村、排廷村、白元村、塘中村、合心桥村、杉木村、得禄村、高排村、高寨村、天星桥村、金瓜洞村、泉山村、羊甲村、交圭村、高要村、新塘村、乌尧村。